# John Oldcastle
Sir John Oldcastle, död 14 december 1417, var ledare för de engelska lollarderna.
Oldcastle deltog 1400 i ett krig mot Skottland, satt 1404 i parlamentet och fick 1408 genom giftermål titeln lord Cobham. Han anklagades och dömdes 1413 för kätteri, flydde samma år ur Towern och ställde sig i spetsen för en lollardisk sammansvärjning, bland annat åsyftande att ta kung Henrik V och hans bröder till fånga. Oldcastle höll sig efter planens misslyckande länge dold, men upptäcktes och fängslades i november 1417 och avrättades i december samma år. Han var från ungdomen vän och kamrat till dåvarande prinsen av Wales, vilken som kung i det längsta sökte rädda honom undan följderna av hans kätteri. Som munter sällskapsbroder till Henrik figurerar han i det före 1588 skrivna skådespelet "The famous victories of Henry V", underlaget för Shakespeares "Henrik IV", där han motsvaras av Falstaff, ett namn, som, inspirerat av John Fastolf, insattes först i den tryckta upplagan istället för det ursprungliga Oldcastle.